# 锦承铁路
锦承铁路，为连接辽宁省锦州市和河北省承德市的铁路，全长447公里，全线共52个车站。
最初为京奉铁路锦州经义县至朝阳的支线。日本占领热河省后于1933年开始修建朝热铁路，即朝阳经承德至古北口与京古铁路（北平-古北口）接轨，以及叶柏寿至赤峰的支线。1938年热河铁路全线通车。初通車時锦承铁路原名锦古铁路（锦州-古北口）。1945年承德至古北口段铁路拆除，故改名。
另外，锦承铁路的上下行划分，以平泉站分段，承德-平泉段为平泉往承德上行，平泉-锦州段为平泉往锦州上行，因此平泉站往两个方向都是上行。

## 与其它铁路的连接
- 锦州站：沈山线
- 义县站：新义线
- 北票南站：北票线
- 朝阳南站：朝马线
- 叶柏寿站：叶赤线
- 魏杖子站：魏塔线
- 小寺沟站：遵小线
- 上板城站：京承线

## 历史
锦承线的历史可追溯至京奉铁路锦州至朝阳支线的计划。民国初年为了运出北票的煤炭，顺便解决京奉铁路蒸汽机车的燃料供应，京奉铁路局呈请北洋政府交通部修建锦朝支线 （锦承铁路前身），1918年11月，经再三请求，交通部决定从京奉铁路盈利中每月抽出6万元作为筑路经费，后增至12万元，由京奉铁路局自行修建。1919年，京奉铁路局聘请英国工程师勘测设计锦朝支线。1920年5月，成立“锦朝工程处”开始施工。:48
1933年3月日本侵略热河省后，為加強熱河與東北的聯繫，南滿洲鐵道開始修建現金嶺寺 （今北票南線路所）至承德的鐵路。
- 1921年4月：锦州至北票之间开始修建。
- 1924年12月：建成通车，而定名了锦朝铁路
- 1933年2月：锦朝铁路金岭寺（今北票南）至凌源开始修建。
- 1933年10月：凌源至平泉之间开始修建。
- 1934年4月28日：平泉至承德之间开始修建。
- 1934年5月：建成及开始试运（坂凌铁路）。
- 1934年12月：坂凌铁路正式通车，金岭寺至北票区间改名为北票铁路。
- 1935年1月：凌源至平泉建成及开始试运（凌泉铁路）
- 1935年9月：凌泉铁路正式通车。
- 1935年叶赤铁路通车。线路自锦承线上的叶柏寿(今建平)向西北引出，经沙海、天义(宁城县)、过老哈河后转向北，过元宝山后，折而西向，过红庙子达赤峰，全长147公里。共有车站17个。
- 1936年3月10日：平泉至承德建成及开始试运（泉承铁路）
- 1936年6月16日：泉承铁路正式通车，坂凌、凌泉及泉承铁路一共改名为锦承铁路。[5]
- 1937年“七•七事变”后，日军为打通第二条华北通往东北的铁路通道，开始修筑承德至古北口的铁路，锦承线便改称为锦古线。此线自锦州至古北口共长542公里，1938年11月1日全线通车[2]:49。
- 1945年，日本战败投降后，中国共产党为了切断国民党的运输及补给，拆除了古北口-承德铁路。1949年后承德以西只修复至滦河镇(现为承钢铁路专用线)。
- 1953年，开始勘测京承铁路。承德-古北口的老线因此段超大坡道以及拉海岭连续四段之字形折返线的低效率，以及为开发鹰手营子、寿王坟矿区，怀柔至承德段另择经过墙子路出长城的新线，自古北口经拉海岭至滦河镇的铁路便彻底废弃。
- 2019年，完成锦州 - 金沟和朝阳南 - 叶柏寿的复线化，和全线电气化，线路时速由每小时100公里提升至120公里。[6]
- 2023年11月15日，锦承线双线改造工程顺利完成。[7]

## 图片

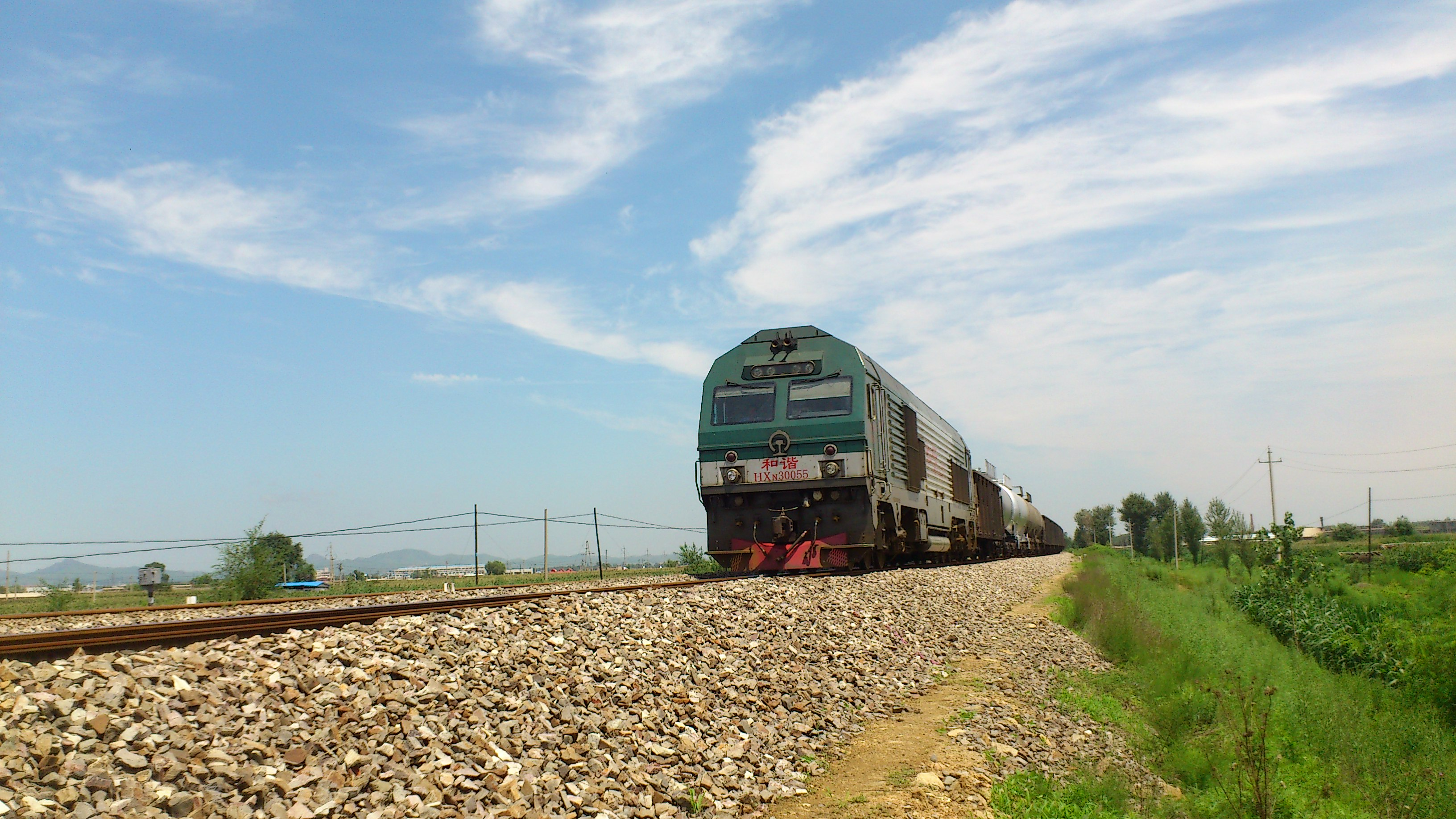
HXN3-0055号机车，配属沈阳铁路局通辽机务段，运行在锦承铁路上
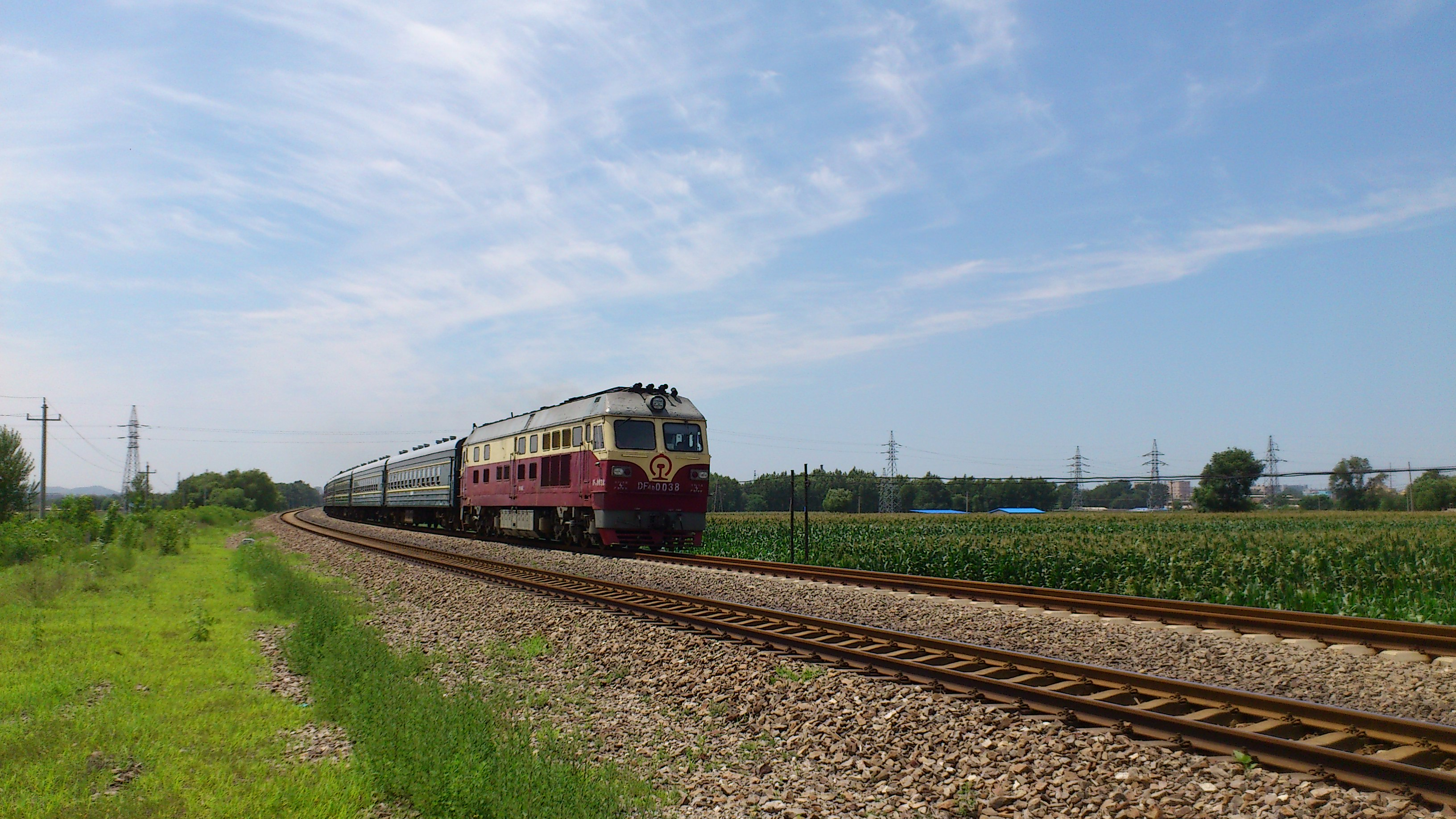
DF4D-0038号机车 配属沈阳铁路局锦州机务段 运行在锦承铁路上
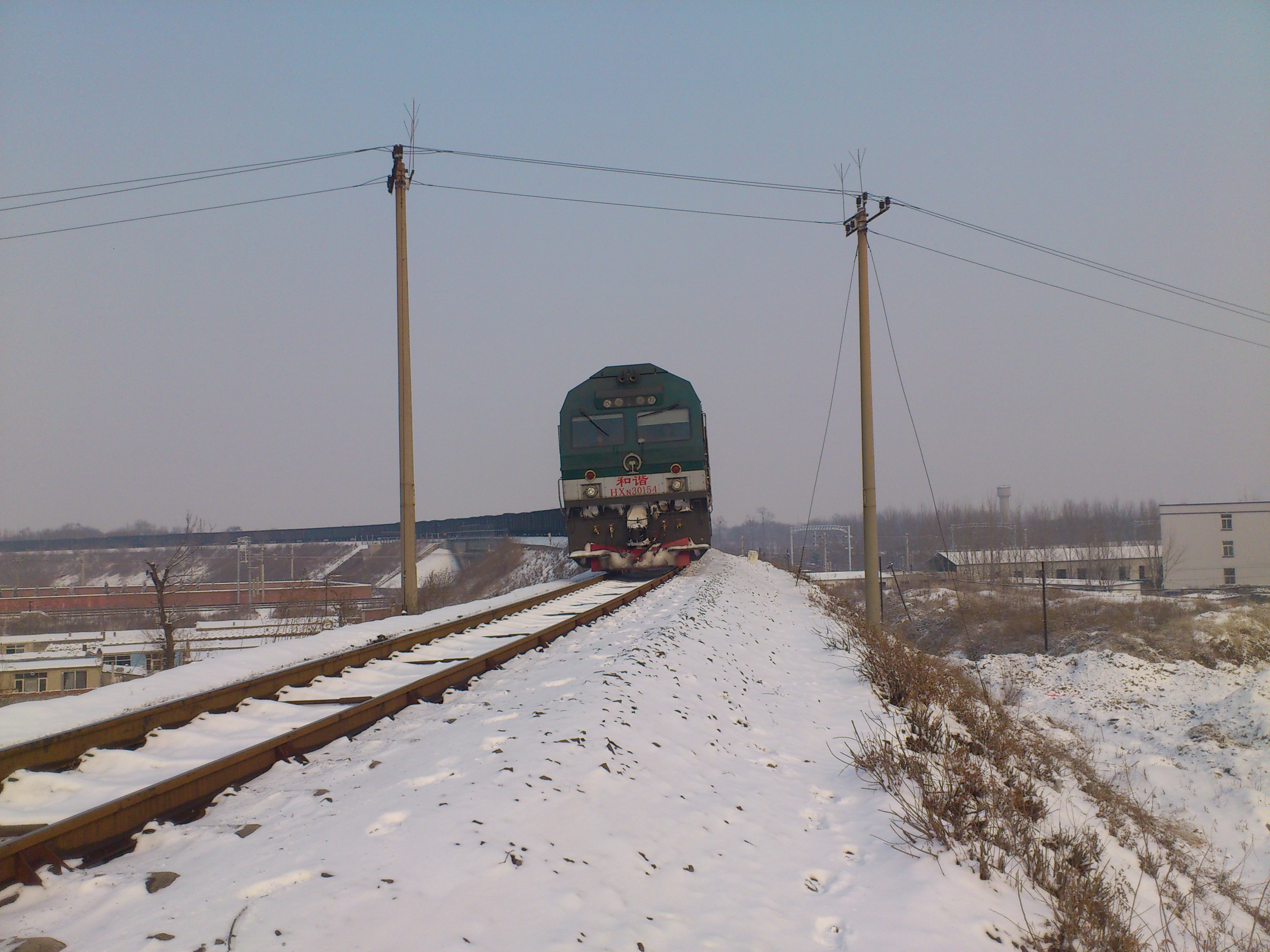
HXN3-0154号机车，配属沈阳铁路局通辽机务段，运行在锦承铁路上
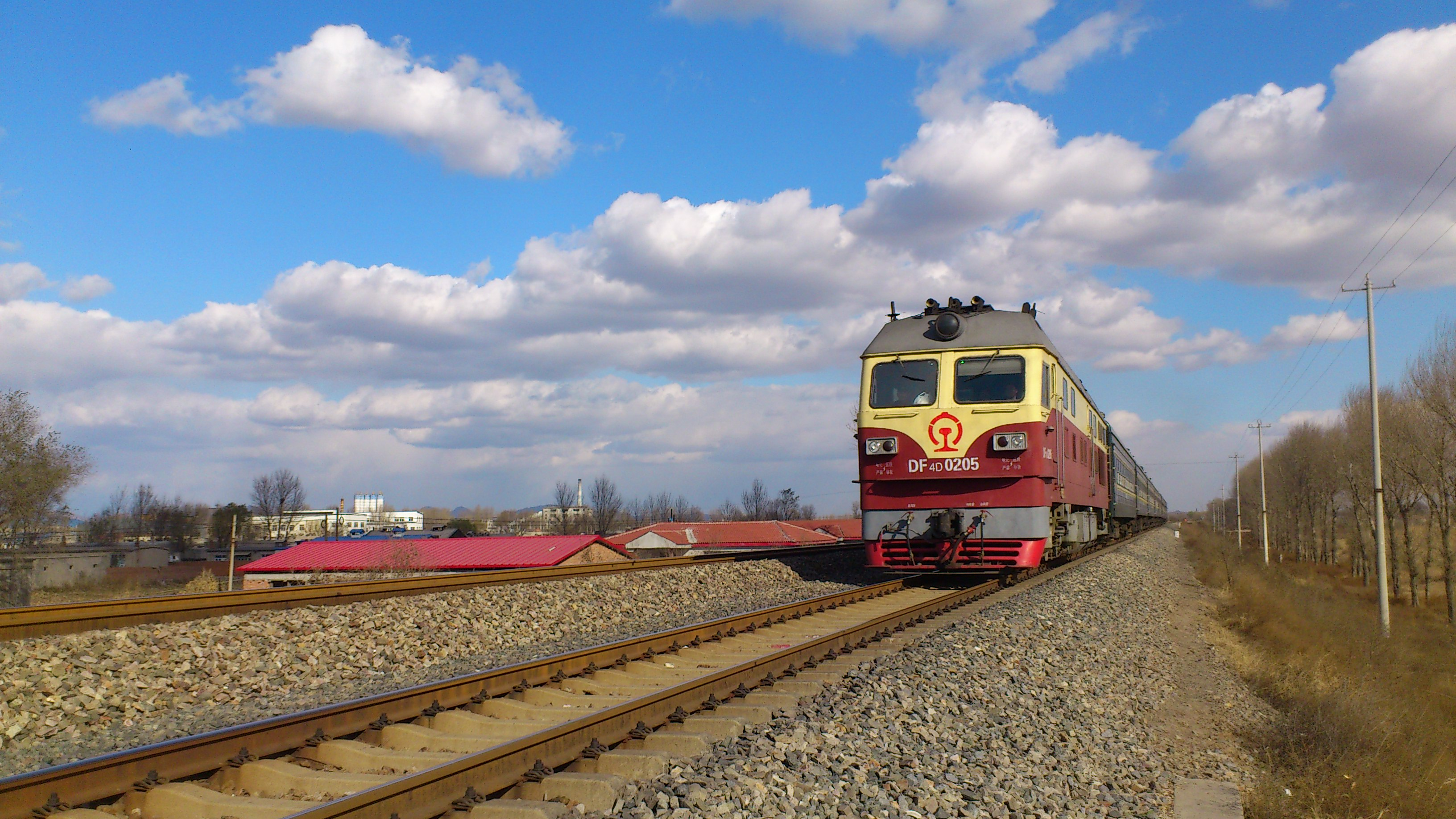
DF4D-0205号机车 配属沈阳铁路局锦州机务段 运行在锦承铁路上

## 意外事故
- 2020年4月12日下午2时29分，中国铁路沈阳局集团锦州机务段的东风4D型3037号机车，牵引由赤峰南开往山海关的K7384次旅客列车经由锦承铁路运行。当列车以50公里/小时的速度行驶至锦承上行线大营子线路所3号道岔处，机车及机后1～2位车辆脱轨并侵入锦承下行线，无人员伤亡，中断锦承下行线行车12小时28分钟、上行线行车14小时01分钟，构成铁路交通较大事故。事故直接原因是胀轨。事故地段于2019年12月24日在低温（-16.1℃）环境下进行无缝线路锁定，4月12日事故发生时当地气温为20.2℃、轨温37℃，锁定轨温和实际轨温差达53.1℃，设备管理单位未按规定针对气温回升情况及时实施应力放散，轨道发生胀轨，造成3号道岔尖轨与基本轨离缝，导致K7384次旅客列车运行至此发生脱轨[8]。